# آرنولد مارتینیونی
آرنولد مارتینیونی (انگلیسی: Arnold Martignoni; ۱۹ مهٔ ۱۹۰۱ – ۹ مارس ۱۹۸۴) بازیکن هاکی روی یخ اهل سوئیس بود.